# Fagotto (registro d'organo)
Il fagotto è un particolare registro dell'organo.

## Struttura
Il fagotto è un registro ad ancia battente nato per imitare il suono dello strumento omonimo. Generalmente è possibile trovarlo nelle misure da 16' e da 8' nei manuali e da 16' nella pedaliera (in quest'ultimo caso, spesso, assume il nome di controfagotto). 
La prima apparizione di questo registro è attestata, nel 1510, nell'organo della basilica di Saint-Michel a Bordeaux, in Francia. Caduto in un parziale oblio fino al XVIII secolo, il fagotto venne largamente realizzato dagli organari a partire dal 1770.
Le canne di questo registro possono essere sia in legno che in metallo, aperte o semitappate, e possono anche essere disposte en chamade, ossia orizzontalmente all'esterno della cassa. Il fagotto è anche conosciuto con i nomi di bajoncillo in spagnolo e di bassoon in inglese.